# MM (álbum)
MM (conhecido também como Marisa Monte), lançado em 18 de janeiro de 1989, é o álbum de estreia da cantora brasileira Marisa Monte e também o seu primeiro álbum ao vivo. Este disco foi um dos álbuns mais vendidos em 1989, com 700 mil vendidas. Em 2007, na eleição dos 100 maiores discos da música brasileira feita pela Rolling Stone Brasil, o disco aparece em 62º lugar na lista. Em 2022, foi eleito um dos melhores discos da música brasileira dos últimos 40 anos em uma enquete do jornal O Globo que reuniu 25 especialistas, incluindo Charles Gavin, Vera Magalhães, Leonardo Bruno, Nelson Motta, Rodrigo Faour, Tárik de Souza, Ricardo Alexandre, Arthur Dapieve, Paulo Cesar de Araújo e Roberta Martinelli, entre outros nomes.

## Histórico
Marisa Monte voltou da Itália no ano de 1987. Com a ajuda de Nelson Motta, amigo de longa data, começou então a planejar suas primeiras apresentações ao vivo. Surgia, assim, a turnê Veludo Azul, com apresentações em grandes cidades do país. Marisa, ao longo do ano de 1988, foi ficando famosa, aparecendo em programas televisivos, jornais e revistas.
Ao longo desse período, ela recebeu convites de inúmeras gravadoras, interessadas em gravar com ela um disco. No entanto, Marisa recusou estes convites durante um bom tempo. Apenas depois de algum tempo assinou com a EMI. Ainda assim, sua estreia ocorreu de forma totalmente anticonvencional: MM foi gravado durante o especial feito por Marisa para a TV Manchete dirigido por Walter Salles e produzido por Motta e o cunhado de Marisa, Lula Buarque, mais tarde reeditado em VHS e DVD. Apenas uma das faixas ("Speak Low") foi gravada em estúdio. Segundo Nelson Motta, tal estreia provocou grande celeuma na mídia, uma vez que nos discos de estreia, as gravadoras costumeiramente cercam os artistas de "cuidados, inclusive correções na voz", o que era praticamente impossível com um disco ao vivo.
Das doze faixas do álbum (onze no LP, onde "I Heard It Through the Grapevine" não entrou por falta de espaço), apenas uma, o sucesso "Bem Que Se Quis", versão de "E Po' Che Fa", era inédita. As outras eram regravações, dentre as quais chamam atenção "Chocolate" (na qual a própria Marisa acrescentou os versos não quero pó/não quero rapé/não quero cocaína além de dizer legalize marijuana no meio da gravação), de Tim Maia, "South American Way", originalmente interpretada por Carmen Miranda, e "O Xote das Meninas", de Luiz Gonzaga, que aqui recebe uma leitura em ritmo de reggae.
Este disco, além de confirmar a popularidade de Marisa junto ao grande público, também deixou a cantora conhecida como "eclética", devido à diversidade de ritmos e compositores presentes neste.

## Faixas
| MM  |                                                    |                                                 |         |  |
| N.º | Título                                             | Compositor(es)                                  | Duração |  |
| 1.  | "Comida"                                           | Arnaldo Antunes/Sérgio Britto/Marcelo Frommer   | 4:13    |  |
| 2.  | "Bem Que Se Quis (E Po' Che Fa')"                  | Pino Daniele, versão em português: Nelson Motta | 2:55    |  |
| 3.  | "Chocolate"                                        | Tim Maia                                        | 3:17    |  |
| 4.  | "Ando Meio Desligado"                              | Arnaldo Baptista/Sérgio Dias Baptista/Rita Lee  | 3:01    |  |
| 5.  | "Preciso Me Encontrar"                             | Candeia                                         | 3:42    |  |
| 6.  | "O Xote das Meninas"                               | Zé Dantas/Luiz Gonzaga                          | 4:06    |  |
| 7.  | "Negro Gato" (com Paulo Moura)                     | Getúlio Cortes                                  | 4:59    |  |
| 8.  | "Lenda das Sereias, Rainha do Mar"                 | Dinoel/Vicente Mattos/Arlindo Velloso           | 4:10    |  |
| 9.  | "South American Way"                               | Al Dubin/Jimmy McHugh                           | 1:51    |  |
| 10. | "I Heard It Through the Grapevine" (Apenas no CD)  | Barrett Strong/Norman Whitfield                 | 3:25    |  |
| 11. | "Bess, You Is My Woman Now" (com Nouvelle Cuisine) | George Gershwin/Ira Gershwin/DuBose Heyward     | 5:11    |  |
| 12. | "Speak Low" (em estúdio)                           | Ogden Nash/Kurt Weill                           | 3:27    |  |

## Participações em Trilhas Sonoras
- Bem Que Se Quis fez parte da trilha sonora de três novelas da Rede Globo: O Salvador da Pátria, O Rebu e Verão 90.

## Desempenho nas paradas
| Paradas                | Melhor posição | Certificação | Vendagem    |
| ---------------------- | -------------- | ------------ | ----------- |
| Brasil - Parada de CDs | 1              | 2× Platina   | 700,000 mil |